# Battaglia di Debrecen
La battaglia di Debrecen (denominata nella storiografia sovietica operazione Debrecen, Дебреценская операция) fu combattuta nell'autunno del 1944 sul Fronte orientale, durante la seconda guerra mondiale tra le forze del 2º Fronte ucraino del maresciallo Rodion Malinovskij e i reparti tedeschi, supportati in parte da elementi dell'esercito ungherese, del Gruppo d'armate Sud del generale Johannes Friessner.
La battaglia, che diede luogo a numerosi scontri tra mezzi corazzati, tra i più aspri e combattuti dell'ultimo periodo della guerra, terminò, dopo notevoli avanzate iniziali delle formazioni mobili dell'Armata Rossa, con un successo tattico tedesco e con cospicue perdite per le forze sovietiche. Nella arida pianura ungherese (la puszta) le Panzer-Divisionen tedesche, esperte e combattive, dimostrarono maggiore abilità nella manovra e superiore capacità operativa infliggendo ripetuti scacchi alle unità meccanizzate sovietiche, disimpegnando le forze tedesco-ungheresi che rischiavano di essere accerchiate in Transilvania e bloccando momentaneamente la spinta del nemico a nord di Budapest.
Tuttavia l'Armata Rossa al termine dell'operazione, nonostante un ripiegamento locale, raggiunse importanti posizioni strategiche nel cuore dell'Ungheria e fu in grado di riprendere rapidamente l'offensiva, grazie all'afflusso di notevoli riserve e, dopo opportuni rischieramenti di truppe, riuscì ad avanzare ancora in direzione della capitale ungherese, dando inizio alla lunga e violenta battaglia di Budapest che sarebbe terminata solo nel febbraio del 1945 con la vittoria sovietica.

## Situazione strategica
Alla fine di agosto 1944 il Gruppo d'armate tedesco Sud Ucraina del generale Johannes Friessner era vicino al collasso. A nord l'operazione Bagration aveva completamente distrutto il Gruppo d'armate Centro; il 25 agosto la Romania aveva cambiato campo, dichiarando guerra alla Germania e all'Ungheria, in seguito al rovinoso crollo del fronte tedesco-rumeno dopo la violenta offensiva a tenaglia di Iași-Chișinău da parte del 2º Fronte ucraino del generale Rodion Malinovskij e del 3º Fronte ucraino del generale Fëdor Tolbuchin. L'8 settembre anche la Bulgaria dichiarò guerra alla Germania, mentre le forze di Tolbuchin e di Malinovskij completarono con successo la loro manovra offensiva accerchiando e annientando 16 divisioni della Wehrmacht (quattro corpi d'armata della 6ª Armata tedesca, un corpo d'armata della 8ª armata tedesca) ed il grosso della 3ª Armata rumena; i tedeschi subirono 150 000 perdite mentre i sovietici catturarono 106 000 prigionieri. Insieme Malinovskij e Tolbuchin furono promossi marescialli dell'Unione Sovietica, rispettivamente il 10 e il 12 settembre.
La defezione di Romania e Bulgaria aveva aperto un varco di 680 chilometri nel fronte del Gruppo d'armate del generale Friessner, il quale cercò disperatamente di ricostituire una linea difensiva, mentre da Berlino arrivavano notizie che anche il leader ungherese ammiraglio Miklós Horthy, si stava preparando a firmare un trattato di pace separato con i Sovietici. L'intero fronte sud tedesco era vicino al crollo completo. Il 24 settembre il Gruppo d'armate Sud Ucraina sarebbe stato rinominato Gruppo d'armate Sud. La 6ª Armata del generale Fretter-Pico, ricostituita frettolosamente dal generale Friessner con resti di unità disgregate ed alcuni reparti di rinforzo (principalmente le unità corazzate del 3º Panzerkorps del generale Hermann Breith in corso di trasferimento dalla Slovacchia), costituiva il nucleo più solido delle difese tedesche con il compito di sbarrare la strada alle forze sovietiche e favorire il ripiegamento della 8ª Armata tedesca schierata più a nord nell'esposto saliente di Szekler.
Gli ungheresi avevano il morale basso e quindi Friessner decise di riunire la debole 2ª Armata ungherese all'armata di Fretter-Pico. Le forze tedesco furono designate Armeegruppe Fretter-Pico (da sinistra a destra corpi II ungherese, 3º Panzerkorps tedesco e VII ungherese, con cinque divisioni tedesche - tra cui due Panzer-Divisionen - e otto divisioni ungheresi) e già nella prima settimana di settembre contrattaccarono brevemente da Cluj verso sud per rallentare l'avanzata sovietica, mettendo in difficoltà la 4ª Armata rumena che copriva la marcia delle forze sovietiche. L'intervento della 6ª Armata corazzata delle guardie permise entro il 12 settembre di fermare questa inattesa manovra tedesco-ungherese.

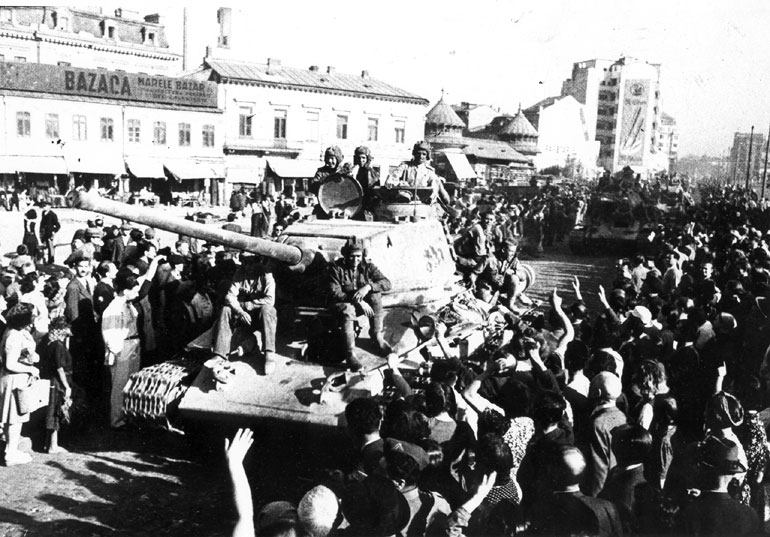
I carri armati sovietici della 6ª Armata corazzata delle guardie entrano a Bucarest.

Mentre il maresciallo Tolbuchin eliminava le ultime resistenze in Romania, Malinovskij iniziò a muovere verso l'Ungheria. Fortunatamente per Friessner, il 2º Fronte ucraino, dopo un'avanzata di oltre 300 km ed in notevole difficoltà logistica, proseguì la marcia verso il confine rumeno-ungherese lentamente, ciò diede tempo ai tedeschi di stabilire una debole linea difensiva lungo le rive del fiume Mureș.
Il 15 settembre il maresciallo Malinovskij ricevette l'ordine dallo Stavka di avanzare con le sue armate del centro e della destra (40ª, 27ª Armata e 7ª Armata delle guardie) sulla linea Bistrița-Cluj-Târgu Mureș e quindi marciare, con l'intervento della 6ª Armata corazzata delle guardie e del Gruppo di cavalleria meccanizzata - KMG, Konno-Mechanizirovannaja Gruppa - del generale Gorškov, in direzione di Cluj-Debrecen-Miskolc. Dopo aver raggiunto questi primi obiettivi le forze sovietiche avrebbero dovuto proseguire fino alla linea del fiume Tibisco tra Čop e Szolnok. Secondo i piani il 2° Fronte ucraino doveva annientare il Gruppo d'armate Sud tedesco e sfondare contemporaneamente in direzione di Budapest e della Slovacchia, organizzando una grande manovra a tenaglia in collaborazione con il 4º Fronte ucraino del generale Petrov in difficile avanzata nei Carpazi nell'area di Užhorod.
Tuttavia tale piano non teneva sufficientemente conto della presenza delle riserve corazzate tedesche del 3º Panzerkorps, inviate progressivamente nell'area da Adolf Hitler (due Panzer-Divisionen, una divisione Panzergrenadier e due divisioni di cavalleria delle Waffen-SS), e della stanchezza delle forze sovietiche già impegnate nelle operazioni Iași-Chișinau e contemporaneamente nell'attacco su Belgrado da parte del fronte di Tolbuchin, oltre alle loro difficoltà logistiche dovute anche alla differenza di scartamento fra le loro ferrovie e quelle rumene.
Il generale Friessner da parte sua, temendo di venire accerchiato dal 2º Fronte ucraino di Malinovskij e dal 4º Fronte ucraino che premeva dai Carpazi, volò al quartier generale di Hitler, chiedendo il permesso di ritirarsi sulla linea del fiume Tibisco ove a suo giudizio avrebbe potuto contrattaccare gli avversari. Hitler rifiutò, ma promise altri rinforzi corazzati (il 4. Panzerkorps con una Panzer-Division e una divisione meccanizzata delle Waffen-SS); al contrario ordinò al generale Friessner di sferrare una nuova offensiva per distruggere le due armate più avanzate di Malinovskij la 27ª Armata e la 6ª Armata corazzata delle guardie, fino a riprendere i passi dei Carpazi del Sud, l'attacco sarebbe stato lanciato nuovamente da Cluj verso sud.

## L'offensiva sovietica in Ungheria

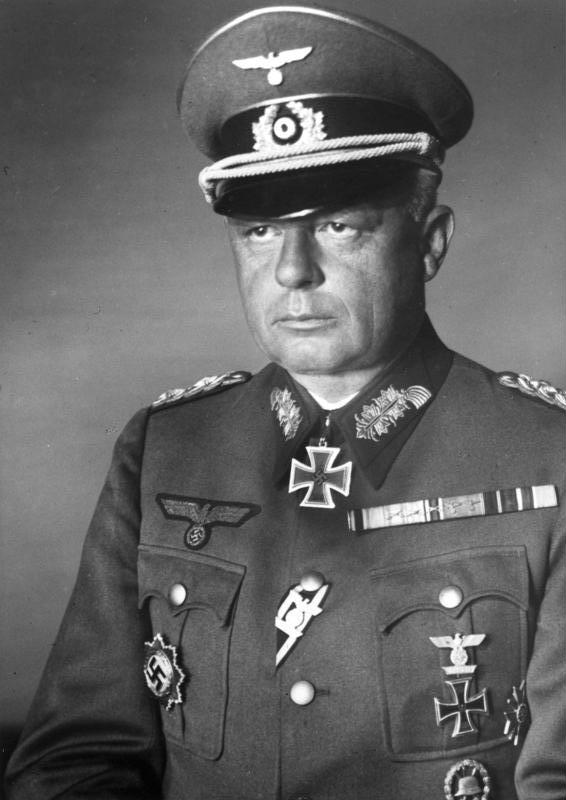
Il generale Johannes Friessner, il comandante in capo del Gruppo d'armate Sud tedesco, incaricato della difesa dell'Ungheria

Il 16 settembre 1944 il maresciallo Malinovskij lanciò l'offensiva verso Cluj con la 27ª Armata e la 6ª Armata corazzata delle guardie, ma incontrò una forte resistenza, perché gli avversari avevano concentrato notevoli forze meccanizzate proprio in quella regione per la loro pianificata offensiva. Dopo una settimana di inutili attacchi, Malinovskij ritirò l'esausta 6ª Armata corazzata delle guardie del generale Andrej Kravčenko (5º Corpo corazzato delle guardie e 9º Corpo meccanizzato delle guardie con 188 carri e cannoni semoventi) e la lanciò, insieme al Gruppo di cavalleria meccanizzata del generale Issa Pliev (7º Corpo meccanizzato, 4º e 6º Corpo di cavalleria delle guardie, con 389 carri e cannoni semoventi) e al Gruppo di cavalleria meccanizzata comandato dal generale Sergej Gorškov (5º Corpo di cavalleria delle guardie e 23º Corpo corazzato, con 146 carri e cannoni semoventi), più a ovest, verso la città di Oradea, sperando di aggirare in questo modo le solide difese tedesche nell'area di Cluj.
Una svolta più favorevole ai sovietici si verificò invece più a sud, dove già il 20 settembre truppe rumene della 1ª Armata e sovietiche della 53ª Armata, presero la città di Arad, causando grande preoccupazione nello stato maggiore ungherese che attivò la 3ª Armata, una forza composta da nuove reclute e riservisti, di un valore militare molto limitato (corpi VII e VIII ungherese). Allo stesso tempo in Ungheria, fazioni pro-tedesche e pro-alleate cercavano di assumere il controllo del paese. Il Reggente, ammiraglio Horthy iniziò negoziati per un armistizio con i sovietici, e Friessner fu costretto a dirottare alcuni dei suoi disperatamente necessari rinforzi a Budapest per controllare la situazione, con la scusa del riposo e della ricostituzione.
Alla fine di settembre sia Malinovskij che Friessner ricevettero nuovi ordini. Il maresciallo Malinovskij doveva marciare direttamente su Budapest sfruttando le posizioni raggiunte nel saliente di Arad, usando la 46ª Armata, la 1ª Armata rumena e il Gruppo di Cavalleria meccanizzata di Pliev, che avrebbe dovuto avanzare in profondità. Il resto delle forze sovietiche (6ª Armata corazzata delle guardie, 53ª armata e il Gruppo di cavalleria meccanizzata di Gorškov, rafforzate in un secondo momento anche dalla 7ª Armata delle guardie), doveva invece attaccare presso Oradea, verso Debrecen. I due raggruppamenti avrebbero poi dovuto ricongiungersi accerchiando e distruggendo gli avversari, presi a tenaglia.
Il generale Friessner invece, secondo le ottimistiche direttive di Hitler e dell'OKH, doveva raggruppare quattro Panzer-Divisionen del 3º Panzerkorps intorno a Debrecen e contrattaccare (Operazione Zigeunerbaron), a partire dal 10 ottobre, verso Oradea, aggirare e distruggere le forze sovietiche avventuratesi a nord delle Alpi Transilvaniche e riprendere i passi carpatici, stabilendo una solida linea difensiva fino alla primavera seguente. Ambedue le parti si preparavano ad attaccare nello stesso periodo e negli stessi luoghi, e ambedue sottovalutavano la forza degli avversari.

## Operazione Debrecen
Per primi attaccarono i sovietici: le operazioni del 2º Fronte ucraino iniziarono il 6 ottobre 1944, quando la tenaglia meridionale attaccò da Arad e sfondò facilmente il fronte della 3ª Armata Ungherese. Gli Ungheresi abbandonarono le loro posizioni. Molte divisioni semplicemente si dissolsero. Il Gruppo Pliev avanzò di 60 km nelle prime 24 ore. L'attacco della tenaglia settentrionale invece non andò altrettanto bene, perché si scontrò con due Panzer-Division del 3º Panzerkorps tedesco (la 1. e la 23. Panzer-Division al comando del generale Hermann Breith) e due divisioni ungheresi del VII corpo e nelle prime 24 ore progredì solo di 10 chilometri. Reagendo rapidamente il generale Fretter-Pico ordinò alla 76ª divisione con il LXXII corpo d'armata, di entrare in linea presso Oradea, rendendo così disponibile la 23. Panzer-Division per contrattaccare verso la breccia di Arad, mentre anche la divisione panzergranadier Feldherrnhalle, in ricostituzione a Mezokovesd, entrò in azione per presidiare la linea del fiume Tibisco contro l'avanzata del 2º Fronte ucraino.
Il 7 ottobre le forze sovietiche della tenaglia meridionale continuarono ad avanzare verso il Tibisco, mentre l'altro raggruppamento rimase bloccato davanti ad Oradea, dove i tedesco-ungheresi fermarono diversi tentativi avversari di aggiramento, condotti dalla 6ª Armata corazzata delle guardie e dal 33º corpo fucilieri. Il maresciallo Malinovskij decise a questo punto di dirottare la sua tenaglia meridionale verso nord in direzione di Debrecen, allo scopo di schiacciare le forze dell'Asse che difendevano Oradea fra il Gruppo di cavalleria meccanizzata del generale Pliev e la 6ª Armata corazzata delle guardie.

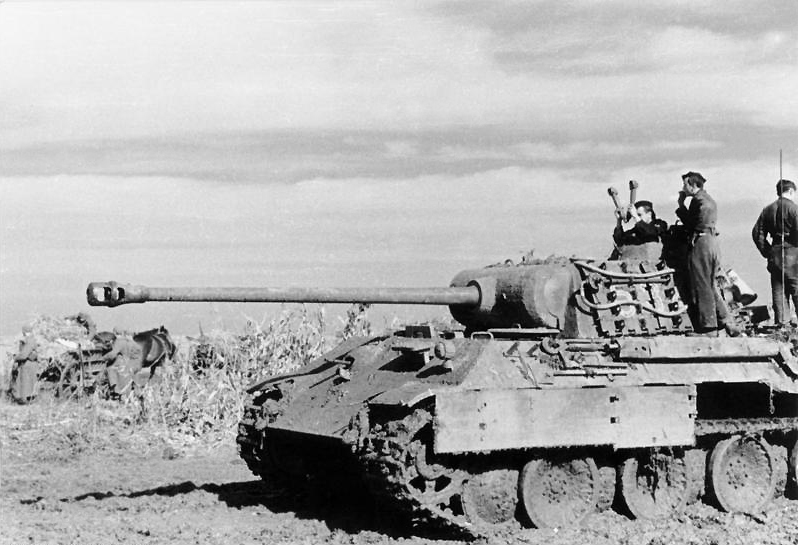
Un carro Panther in azione nella puszta ungherese

Il 10 ottobre le truppe del maresciallo Malinovskij occuparono diverse teste di ponte sulla riva occidentale del Tibisco fra Mindszent e Szolnok, ed elementi della 46ª Armata e del 18º Corpo corazzato arrivarono presso Kecskemét a soli 70 chilometri da Budapest. Tuttavia la maggior parte delle forze di Malinovskij era stata inviata a supportare il Gruppo di cavalleria meccanizzata di Pliev sull'altra riva del fiume e gli ungheresi dell'VIII corpo, presto rafforzati dal 4º Panzerkorps tedesco, poterono contrattaccare per ricacciare i sovietici ed i rumeni entro l'11 ottobre sull'altra riva del Tibisco. Resistette solo la testa di ponte di Mindszent, dove la 243ª divisione fucilieri sovietica, supportata dal VII corpo romeno, riuscì a respingere i contrattacchi della 1ª divisione corazzata e della 23ª divisione di fanteria ungheresi. Successivamente le divisioni rumene 2ª e 4ª andarono a rafforzare la testa di ponte di Szolnok.
Il 19 ottobre a Szolnok la 4ª divisione fanteria rumena fu attaccata dalle divisioni ungheresi 1ª di cavalleria e 1ª di fanteria, poi dalla 24. Panzer-Division e dalla 4. Panzergranadier delle SS con un battaglione di carri Panzer VI Tiger II (reparti appartenenti al 4º Panzerkorps). Le truppe rumene vennero sbaragliate, mentre anche la 2ª divisione rumena attaccata dalle divisioni ungheresi 1ª di cavalleria, 1ª fanteria e 20ª fanteria, il 25 ottobre, fu costretta a ripiegare oltre il fiume. Le forze dell'Asse riattraversarono il Tibisco rioccupando Turkeve e Mezőtúr, ma tra il 26 e il 29 ottobre la 19ª divisione rumena riuscì a respingere tutti gli attacchi poco oltre Mezőtúr.

## Battaglie di carri a Debrecen
L'8 ottobre nel frattempo la Cavalleria meccanizzata del generale Pliev aveva dato inizio al suo attacco in direzione nord-est da Szolnok verso Debrecen. Presso Hajdúszoboszló il 7º Corpo meccanizzato e il 6º Corpo di cavalleria urtarono contro la 23. Panzer-Division del 3. Panzerkorps. Il 9 ottobre, col supporto dell'aviazione, Pliev prese la città, costringendo i tedeschi a ripiegare a sud-ovest di Debrecen, dove riuscirono a resistere ai successivi attacchi. Pliev avanzò anche verso sud in direzione di Oradea, ma la sua avanzata fu molto contrastata dalla tenace difesa del nemico e non poté per il momento riunirsi alla 6ª Armata corazzata delle guardie del generale Kravčenko.

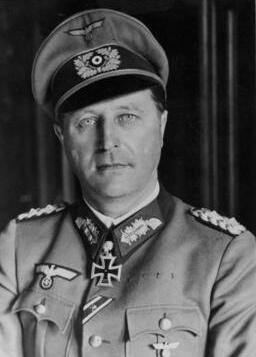
Il generale Hermann Breith, abile comandante di Panzertruppen e protagonista, con il 3º Panzerkorps, dei contrattacchi tedeschi a Debrecen

Il 10 ottobre il generale Fretter-Pico passò al contrattacco ordinando alla 1. Panzer-Division di attaccare verso ovest e alla 13. Panzer-Division di attaccare verso est per isolare le punte avanzate sovietiche; le colonne corazzate tedesche riuscirono a congiungersi a Püspökladány e tagliarono fuori i tre corpi del generale Pliev (7° meccanizzato, 4º e 6º cavalleria), cambiando l'esito dei combattimenti e mettendo i sovietici in seria difficoltà. Il maresciallo Malinovskij si rese conto del pericolo che correva Pliev, sospese ogni attacco da sud e concentrò i suoi sforzi per liberare le forze accerchiate con l'intervento della 6ª Armata corazzata delle guardie. Il generale Fretter-Pico a sua volta fece affluire a Debrecen anche la divisione Feldherrnhalle.

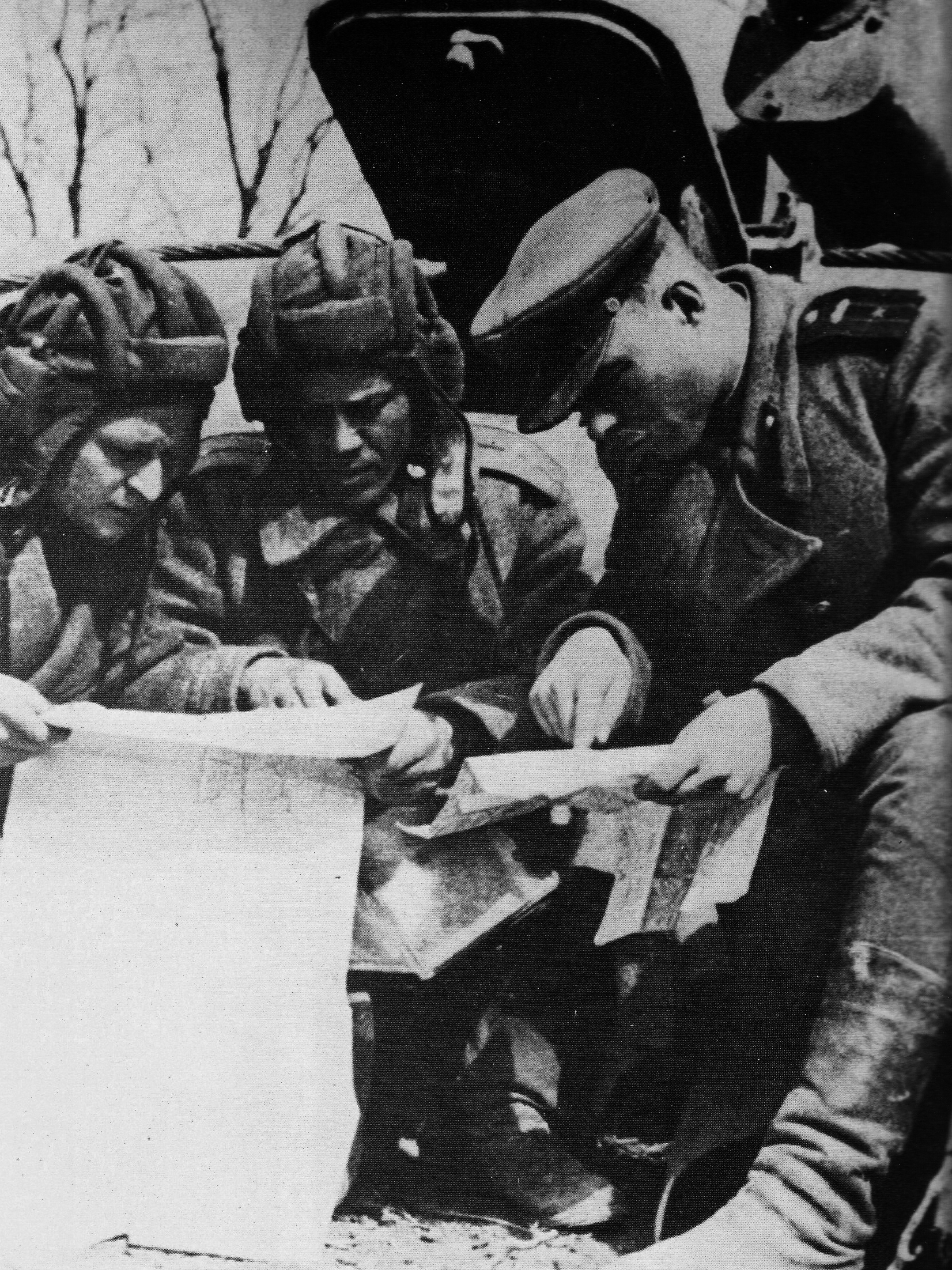
Carristi sovietici discutono dettagli tattici durante gli aspri scontri corazzati in Ungheria

La situazione era molto confusa con continui capovolgimenti di fronte e scontri dall'esito alterno. L'11 ottobre le forze accerchiate di Pliev raggiunsero i sobborghi di Debrecen, mentre a sud presso Oradea i furiosi attacchi della 6ª Armata corazzata delle guardie, costringevano il fronte dell'Asse a ripiegare lentamente. Si verificarono alcuni violentissimi scontri di carri armati tra i corpi sovietici dei generali Pliev e Kravčenko e i panzer del 3º Panzerkorps del generale Breith. Nonostante l'abilità di manovra delle Panzer-Divisionen (la sola 23. Panzer-Division rivendicò la distruzione di ventisei carri armati sovietici), il 14 ottobre la linea tedesca cedette per 14 chilometri e Oradea fu finalmente presa; la 76ª divisione fanteria tedesca si ritirò a nord-ovest della città, mentre la 6ª Armata corazzata delle guardie, il Gruppo Pliev e reparti della 7ª Armata delle guardie riprendevano l'avanzata. Contemporaneamente a nord si materializzava un'altra crisi per i tedeschi: il 4º Fronte ucraino era passato all'attacco e l'8ª Armata tedesca del generale Otto Wöhler rischiava di essere accerchiata e distrutta.
Il 15 ottobre l'ammiraglio Horthy annunciò che l'Ungheria accettava un armistizio con l'Unione Sovietica, Hitler reagì immediatamente ordinando al colonnello Otto Skorzeny di lanciare l'operazione "Panzerfaust". Il 16 ottobre Skorzeny entrò in azione con i suoi paracadutisti delle SS, mise agli arresti Horthy e passò il governo ungherese a Ferenc Szálasi un leader filo-tedesco. Il maresciallo Malinovskij nel frattempo era riuscito a collegare i carri di Kravčenko con le forze di Pliev lo stesso giorno e quindi ordinò che l'avanzata continuasse. L'obiettivo era prendere Debrecen e poi anche Nyíregyháza, per tagliare la via di fuga all'8ª Armata nemica.
Le truppe e i mezzi corazzati del generale Fretter-Pico combatterono tenacemente per ogni villaggio e per ogni incrocio stradale, rallentando il più possibile l'avanzata avversaria. Il 19-20 ottobre il 5º Corpo corazzato delle guardie dell'armata corazzata del generale Kravčenko e alcuni reparti del generale Pliev finalmente, dopo aver respinto le divisioni corazzate tedesche, entrarono a Debrecen. Il 22 ottobre il Gruppo Pliev, rafforzato da elementi del Gruppo meccanizzato del generale Gorškov, prese anche Nyíregyháza, interrompendo le linee di comunicazione dell'8ª Armata tedesca che si stava muovendo a nord ovest della città per cercare congiungersi con il resto delle forze tedesche e costituire una nuova linea difensiva sulle rive del corso superiore del Tibisco.
Il capo di stato maggiore di Friessner, generale Helmuth von Grolman, propose a questo punto un piano rischioso, accerchiare nuovamente il raggruppamento dei generale Pliev e Gorškov, spintosi audacemente fino a Nyíregyháza. La prima volta la cosa non era riuscita per la confusione che si era determinata e per la mancanza di forze adeguate, ora la situazione era cambiata e l'attacco poteva riuscire. Il generale Friessner approvò il piano. Le 23. e 1. Panzer-Division con un battaglione pesante di Tiger II del 3º Panzerkorps del generale Breith avrebbero attaccato a sud della città, marciando da ovest ad est, dopo aver attraversato il Tibisco a Tokaj. L'altra branca della tenaglia sarebbero state le forze in ritirata dell'8ª Armata (XXIX corpo: 3ª divisione da montagna, 15ª divisione fanteria, 8ª di cavalleria SS "Florian Geyer"), seguite dal IX corpo ungherese, che avrebbero attaccato da est verso ovest. Mentre le altre divisioni del 3º Panzerkorps (Panzergrenadier-Division Feldherrnhalle, 13. Panzer-Division e 46ª divisione fanteria) avrebbero impedito a sud ogni tentativo sovietico di intervenire per aiutare le forze di Pliev. Lungo il Tibisco poi erano schierati da sinistra a destra i corpi LXXII tedesco, VII ungherese, 4º Panzerkorps, VIII ungherese e 57º Panzerkorps. L'attacco iniziò il 23 ottobre e tagliò rapidamente le linee delle retroguardie del generale Pliev.

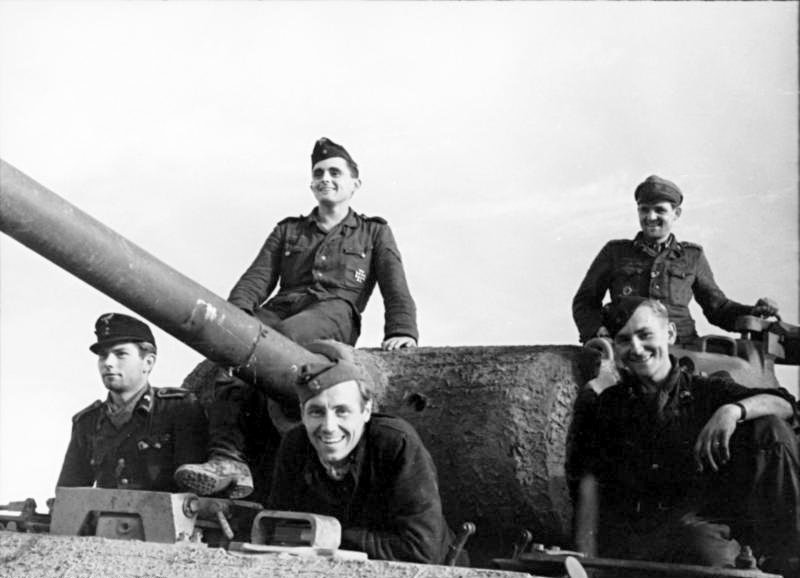
Nonostante le ripetute sconfitte il morale degli equipaggi dei panzer tedeschi sembra mantenersi buono

Alle 2.00 del 24 ottobre le forze della 23. Panzer-Division raggiunsero Nagykálló ove si congiunsero con la 3ª Divisione da montagna: il raggruppamento di cavalleria meccanizzata dei generale Pliev e Gorškov (corpi di cavalleria 4º e 5º e 23º Corpo corazzato) era stato accerchiato una seconda volta. Appena se ne resero conto i generali sovietici contrattaccarono immediatamente per riaprirsi la strada verso sud, lo stesso fece il maresciallo Malinovskij con il 7º Corpo meccanizzato ed il 6º Corpo di cavalleria (la 6ª Armata corazzata delle guardie, molto indebolita dalle precedenti battaglie, il 25 ottobre venne ritirata dalla prima linea per un periodo di riposo) per cercare di riprendere contatto con le forze isolate, ma ambedue si scontrarono con la determinata resistenza delle forze dell'Asse che bloccò l'avanzata. La salvezza per il generale Pliev poteva venire solo da Malinovskij, e questo infatti scatenò il 25 ottobre un nuovo poderoso attacco, ma fu bloccato ancora dal contrattacco della 1. e 23. Panzer-Division, mentre la 3ª divisione da montagna respingeva i ripetuti tentativi di Pliev. Il 26 ottobre la 23. Panzer-Division riprese Nyíregyháza e scoprì che i Sovietici avevano commesso delle atrocità contro la popolazione civile, e questo aumentò la risolutezza delle truppe non solo tedesche, ma soprattutto ungheresi.
Quando il maresciallo Malinovskij lanciò il suo successivo attacco, rimase sorpreso dalla dura resistenza incontrata anche da parte delle truppe ungheresi. Nel frattempo l'8ª Armata tedesca era sfuggita il 28 ottobre all'accerchiamento sovietico e si era allineata alla 6ª Armata, mentre il 29 ottobre il generale Pliev, non avendo altra scelta, dovette ordinare la distruzione di tutti i suoi veicoli superstiti ed armi pesanti, per far sfuggire a piedi i suoi uomini verso sud, abbandonando una parte del terreno conquistato. Tre corpi mobili del fronte del maresciallo Malinovskij (23º Corpo corazzato, 4º e 5º Corpo di cavalleria delle guardie) avevano subito gravi perdite e l'attacco a Budapest da nord-est era stato rallentato, le forze tedesco-ungheresi in Transilvania avevano potuto ripiegare con successo fino alla linea del Tibisco, mentre gli ungheresi sarebbero rimasti al fianco dei Tedeschi fino alla fine della guerra; ma entro pochi giorni il generale Pliev, rinforzato, sarebbe ripartito all'attacco e, favorito dalla partenza delle Panzer-Divisionen del generale Breith, richiamate a sud per difendere Budapest, sarebbe rientrato rapidamente a Nyíregyháza già il 30 ottobre.

## Conseguenze e risultati

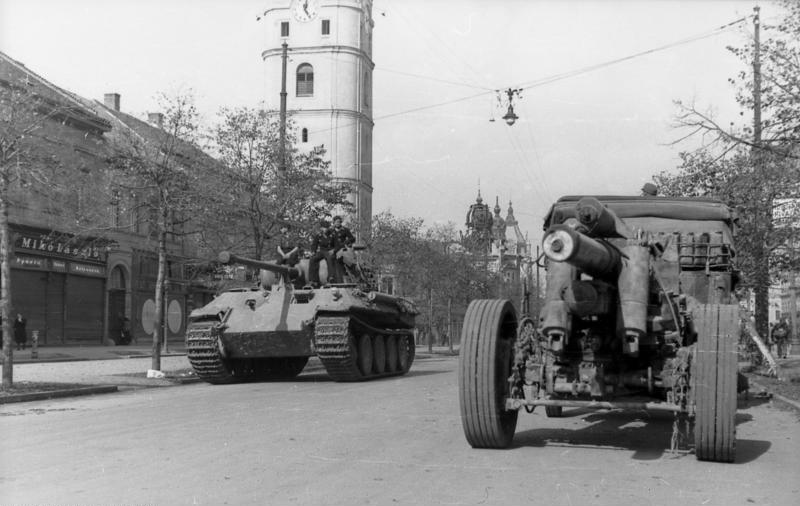
Unità corazzate tedesche a Debrecen.

Durante le aspre battaglie di carri nella regione di Debrecen le Panzertruppen diedero un'ultima dimostrazione sul fronte orientale di capacità operativa e di superiorità tattica, manovrando agilmente a gruppi nella puszta ungherese (terreno molto adatto alle azioni con mezzi corazzati) alla ricerca dei fianchi e delle retrovie del nemico, ma si trattò dell'ultima occasione in cui i tedeschi riuscirono a battere i sovietici in una battaglia campale, ristabilendo finalmente una stabile linea del fronte dopo molti mesi costellati da sconfitte e ritirate.
Tuttavia fu un successo di breve durata; già il 29 ottobre il maresciallo Malinovskij, che al termine dell'"operazione Debrecen" nonostante questo insuccesso e le dure perdite subite aveva ugualmente conquistato molto terreno strategicamente importante, fu in grado di sferrare un nuovo attacco in direzione di Budapest, partendo più a sud dalla regione di Seghedino. Il 2º e il 4º Corpo meccanizzato delle guardie (provenienti dalle riserve assegnate al maresciallo Malinovskij) sfondarono le difese della 3ª Armata ungherese e occuparono Kiskaros e Kecskemét avvicinandosi pericolosamente alla capitale ungherese; il 3º Panzerkorps del generale Breith, reduce dai successi contro il gruppo meccanizzato del generale Pliev ma sceso a soli 67 carri armati e 57 cannoni d'assalto, dovette essere richiamato a sud per contenere questa nuova avanzata sovietica. Il 30 ottobre Nyíregyháza fu ripresa dai russi e l'Armata Rossa raggiunse il 4 novembre i sobborghi di Budapest. Nella capitale ungherese i combattimenti si sarebbero prolungati fino al 13 febbraio 1945.